# Toucanet à bec sillonné
Aulacorhynchus sulcatus
Espèce
Statut de conservation UICN

 LC  : Préoccupation mineure
Le Toucanet à bec sillonné (Aulacorhynchus sulcatus) est une espèce d'oiseaux de la famille des Ramphastidae.

## Description
Cet oiseau a un plumage essentiellement vert.

## Répartition
Cet oiseau fréquente les montagnes du nord de la Colombie et du Venezuela.

## Systématique
Cet oiseau est représenté par trois sous-espèces, :
- Aulacorhynchus sulcatus calorhynchus (Gould, 1874) : vit dans le nord-est de la Colombie et dans l'ouest du Venezuela, jusqu'au sud-ouest de Lara. Proche de la sous-espèce nominale, légèrement plus grande, reconnaissable à son bec dont la couleur brun-rouge est remplacée par du jaune.
- Aulacorhynchus sulcatus erythrognathus (Gould, 1874) : endémique des montagnes du nord-est du Venezuela. Pas de ligne basale sur le bec, peu de noir sur le bec, mandibule orange-rouge, moins d'or/bronze sur les oreilles.
- Aulacorhynchus sulcatus sulcatus (Swainson, 1820) : la sous-espèce nominale. Occupe le nord du Venezuela.

La sous-espèce calorhynchus était anciennement considérée comme une espèce à part entière nommée Toucanet à bec jaune (A. calorhynchus). Elle est désormais considérée comme une sous-espèce à la suite d'une étude phylogénique de 2011 réorganisant le genre Aulacorynchus. Cette modification est entérinée par la plupart des classifications internationales, notamment à partir de la version 3.1 pour le COI.